# Abduction d'Emilcin
Jan Wolski
L'abduction d'Emilcin est une affaire d'enlèvement extraterrestre, prétendu, du fermier polonais Jan Wolski, en mai 1978. Les médias n’y avaient pas beaucoup porté d'attention,,,. Un monument a ensuite été érigé à Emilcin, en Pologne, à l'endroit où l'enlèvement aurait eu lieu.

## Contexte
Jan Wolski conduisait sa charrette tôt le matin du 10 mai 1978 lorsqu'il dit avoir été soudainement attaqué par deux « petites entités humanoïdes au visage vert » d'environ 1,5 m de haut. Les deux êtres sautent sur le chariot, s'asseyent à côté de lui et commencent à parler dans une langue étrange. Initialement, Wolski les prend pour des étrangers en raison de leurs « yeux bridés et de leurs pommettes saillantes », et continue de conduire sa charrette, les deux êtres toujours à bord, jusqu'à une clairière où, dit-il, planait un gros objet,.

### Le vaisseau
Selon Wolski, un objet volant non identifié d'un blanc intense, d'environ 5m de hauteur et « aussi long qu'un bus », planait dans les airs à environ 5 m de hauteur. L'engin ne présentait aucune particularité extérieure notable (lumières, articulations, etc.). Wolski mentionne que quatre objets sortaient de l'engin, faits d'un matériau noir  et qui ressemblaient à une perceuse, générant un bourdonnement. Une plate-forme semblable à un ascenseur, attachée à l'engin en vol stationnaire, descendait jusqu'au sol.
Wolski affirme ensuite avoir été emmené à bord du vaisseau avec deux autres entités qu'il a rencontrées près de l'objet volant. On lui a alors fait signe de « se déshabiller ». Il y avait environ huit ou dix bancs disposés à l'intérieur du vaisseau, chacun d'une taille suffisante pour qu'une personne puisse s'asseoir. Wolski y observe aussi quelques corbeaux, gisant devant la porte, qui bougeaient leurs pattes et leurs ailes mais semblaient immobilisés. Wolski affirme qu'il a ensuite été examiné avec un outil qui ressemblait à deux plats ou « soucoupes ». Après cela, on lui ordonne de se rhabiller, et c'est alors qu'il remarque qu'il n'y avait ni lumière ni fenêtre à l'engin, et que la seule lumière était la lumière du jour, par la porte du vaisseau. Les entités mangeaient et offrent à Wolski quelque chose qui ressemble à des glaçons, mais celui-ci refuse d'en prendre. L'intérieur du vaisseau a été décrit comme noir avec une teinte grisâtre, semblable à celle de la tenue des créatures. Wolski est ensuite reconduit à la porte. Il se tourne et s'incline devant les créatures, qui lui rendent poliment son salut. Il sort du vaisseau, après quoi la porte se referma et l'engin s'envola.

## Après-coup
Par la suite, Wolski est rentré chez lui auprès de sa famille et raconte ce qu'il venait de lui arriver, les exhortant à venir voir l'engin flottant. Il prévint ses fils qui appelèrent d'autres voisins et ils allèrent ensemble enquêter sur les lieux. Ils trouvent l'herbe de la clairière où se trouvait l'engin « piétinée, couverte de rosée et des traces venant dans toutes les directions ». Wolski rentre chez lui, laissant le reste des voisins et de la famille sur place. Les fils de Wolski affirment que des empreintes de pas ont été laissées par les créatures, bien qu'ils n'aient pas précisé si ces empreintes étaient plus grandes ou plus petites que les leurs.
Un garçon de six ans affirme avoir vu un engin ressemblant à un bus planer au-dessus d'une grange, puis monter haut dans le ciel et disparaître.
Wolski a expliqué ces souvenirs dans une interview avec Henryk Pomorski et Krystyna Adamczyk en juillet 1978, deux mois après l'incident. La bande audio de l'interview a été conservée dans des archives privées pendant longtemps avant d'être finalement rendue publique.

## Mémorial
En 2005, un mémorial a été construit à Emilcin pour commémorer l'enlèvement de Jan Wolski par des extraterrestres. Le texte polonais en dit : « Le 10 mai 1978, un OVNI a atterri à Emilcin. La vérité nous étonnera dans le futur ».

## Représentations médiatiques
L'incident d'Emilcin a fait l'objet de plusieurs livres et de courts documentaires télévisés en Pologne. Une courte bande dessinée sur l'événement, intitulée Przybysze (en français : Les Visiteurs), dessinée par Grzegorz Rosiński et écrite par Henryk Kurta, a été publiée en 1978.